# Трилон и Перисфера (Родина)
«Трилон и Перисфера» (англ. «Trylon and Perisphere») — второй эпизод четвёртого сезона американского драматического телесериала «Родина», и 38-й во всём сериале. Премьера состоялась на канале Showtime 5 октября 2014 года, выйдя в эфир спиной к спине со первым эпизодом сезона, «Королева дронов».

## Сюжет
Кэрри (Клэр Дэйнс) и Куинн (Руперт Френд) возвращаются в Вашингтон. Локхарт (Трейси Леттс) говорит Кэрри, что её надолго отзывают от должности главы подразделения в Афганистане как результат неудачного авиаудара. Кэрри идёт к своей сестре Мэгги (Эми Харгривз), которая заботилась о дочери Кэрри, Фрэнни, во время её отсутствия. Мэгги призывает Кэрри воссоединиться с Фрэнни, но Кэрри явно неудобно и она взаимодействует с ребёнком как можно меньше. Кэрри оставляют наедине с дочерью на следующий день. Она делает всё возможное, чтобы заботиться о Фрэнни, но также признаётся ребёнку, что со смертью Броуди, она не может вспомнить, почему она родила её. Позже, моя её в ванной, Кэрри не удерживает Фрэнни, которая моментально падает в воду. Кэрри затем держит голову Фрэнни в опасной близости от воды в течение нескольких секунд, прежде чем поспешно вытащить её из ванной.
Куинн пытается справиться с недавними событиями. Он напивается у бассейна в своём спортивном комплексе и сталкивается с хозяйкой (Эмили Уокер), с которой он, в конечном итого, занимается сексом. Когда они завтракают в закусочной следующим утром, некоторые клиенты шутят про вес женщины. Куинн нападает на них в отместку и его арестовывают. Когда Кэрри выручает его, Куинн даёт ей имя Джордана Харриса (Адам Годли), оперативного сотрудника в Исламабаде, который был переведён, несмотря на образцовый послужной список. Кэрри находит Харриса, работающего библиотекарем ЦРУ, и Харрис признаётся, что Локхарт ограничил его после того, как он сообщил, что Сэнди Бакман покупал информацию с государственными секретами. Кэрри противостоит Локхарту с этой информацией, обвинив его в том, что он был соучастником Бакмана. Теперь когда у неё есть значительный рычаг, Кэрри требует и её назначают на место главы подразделения в Пакистане, которое осталось после Бакмана.
На Айана Ибрагима (Сурадж Шарма), который получал внимание со стороны СМИ, нападает ночью неизвестный мужчина, который командует ему больше не говорить с прессой.
Кэрри возвращается к Мэгги, чтобы доставить новость о её назначении. Мэгги обвиняет Кэрри в манипулировании ситуацией на работе, чтобы избежать необходимость воспитания её дочери. Кэрри может только сказать "мне очень жаль" Фрэнни, прежде чем уйти.

## Производство
Режиссёром эпизода стал Кит Гордон, а сценаристом был исполнительный продюсер Чип Йоханнссен.

## Название
Название отражает два модернистских сооружений — Трилона и Перисферу, вместе известных как "Тематический центр" — в центре Всемирной выставки 1939—1940 годов в Нью-Йорке.

## Реакция

### Рейтинги
Двухчасовую премьеру посмотрели 1.61 миллион зрителей, снизившись в аудитории по сравнению с финалом третьего сезона, у которого самый высокий рейтинг просмотров — 2.38 миллионов зрителей.